# Josef Bican
Josef (Pepi) Bican (Wenen, 25 september 1913 – Praag, 12 december 2001) was een Oostenrijks-Tsjechisch voetballer. Hij maakte op de Duitse voetballer Erwin Helmchen na de meeste doelpunten in de geschiedenis volgens de Rec.Sport.Soccer Statistics Foundation: meer dan 950 in 624 officiële wedstrijden.

## Biografie

### Clubcarrière
Bican werd geboren in Wenen, destijds nog de hoofdstad van het Oostenrijks-Hongaarse keizerrijk. Zijn vader was afkomstig uit de Zuid-Boheemse stad Sedlice en zijn moeder een Weense van Tsjechische afkomst. Zijn vader voetbalde bij Hertha Wien en overleed in 1921 op 30-jarige leeftijd omdat hij zich niet wilde laten behandelen voor een nieraandoening die hij opgelopen had in een voetbalwedstrijd. Doordat het gezin in armoede leefde moest Josef voetballen zonder schoenen, wat hem later goed hielp bij het controleren van de bal. In 1931 werd hij ontdekt door Rapid Wien, toen al een topclub. Hij verliet Rapid in 1935, toen ze kampioen werden en ging naar stadsrivaal Admira dat in 1936 en 1937 ook de titel won. In 1937 ging hij voor Slavia Praag spelen, waar hij een echte goalgetter werd. Er was een seizoen waarin hij 57 keer scoorde op 24 wedstrijden. Hij scoorde drie keer in zijn hele carrière zeven goals in één wedstrijd. Hij werd twaalf keer topschutter van de competitie in zijn carrière en vijf keer op rij Europees topschutter, van 1940 tot 1944, toen veel van zijn concurrenten wel op het slagveld stonden.
Na de oorlog kreeg hij aanbiedingen van onder andere Juventus, maar die weigerde hij omdat hij dacht dat de communisten aan de macht zouden komen in Italië, echter kwamen de communisten in Tsjecho-Slowakije aan de macht. Nadat hij nog voor twee andere clubs speelde beëindigde hij zijn carrière op 42-jarige leeftijd bij Dynamo Praag, de nieuwe naam van Slavia. Aan het einde van zijn club- en interlandcarrière had Bican 950 officiële doelpunten gemaakt voor club en land.

### Interlandcarrière
In 1933 maakte hij zijn debuut als international voor Oostenrijk in een gelijkspel tegen Schotland. Zijn eerste goal volgde al snel in een vriendschappelijke wedstrijd tegen Nederland, waar hij in in het Olympisch Stadion van Amsterdam de winnende treffer maakte. In 1934 ging hij mee naar het WK in Italië, waar ze in de eerste ronde het tegen Frankrijk opnamen. Toen was het nog een knock-outtoernooi vanaf het begin en na een gelijkspel werden verlengingen gespeeld. In de 109de minuut scoorde hij de 3-1. Frankrijk maakte nog de aansluitingstreffer maar het was Oostenrijk dat naar de kwartfinale tegen aartsrivaal Hongarije ging. Uiteindelijk werd hij vierde met zijn land.